# Mortal Kombat: More Kombat
Mortal Kombat: More Kombat es un álbum recopilatorio con música principalmente en exclusiva de una serie de metal, industrial y de las bandas de electro inspirado en la película Mortal Kombat.

## Información del álbum
No es una pista de sonido real de la película, sin embargo, y ninguno de los temas fueron utilizados en la película (aunque Alien Factory "superior" de hecho más tarde a su vez en la segunda película, Mortal Kombat: Aniquilación)

## Lista de canciones
1. Psykosonik - "It Has Begun" (exclusivo)
2. Alien Factory - "Higher"
3. Sepultura - "Chaos B.C." (remix de Refuse/Resist)
4. Killing Joke - "Drug" (exclusivo)
5. God Lives Underwater - "Weight" (exclusivo)
6. Sister Machine Gun - "Deeper Down" (exclusivo)
7. Gudrun Gut - "Firething"
8. Loaded - "Fatality" (exclusivo)
9. Sevendust - "My Ruin" (known as Crawlspace on this album)
10. Babylon Zoo - "Spaceman"
11. Chemlab - "Exiled" (edición)
12. Cubanate - "Oxyacetylene"
13. G/Z/R - "Outworld" (exclusivo)
14. The Crystal Method - "Come2gether" (exclusivo)
15. Juno Reactor - "The Journey Kontinues" (exclusivo)

- Datos: Q3283276